# Cyclosa cajamarca
Cyclosa cajamarca är en spindelart som beskrevs av Levi 1999. Cyclosa cajamarca ingår i släktet Cyclosa och familjen hjulspindlar.
Artens utbredningsområde är Peru. Inga underarter finns listade i Catalogue of Life.